# روبرت بينبريج
روبرت بينبريج (بالإنجليزية: Robert Bainbridge)‏ (22 فبراير 1931 بيورك في المملكة المتحدة - 5 نوفمبر 2021) هو لاعب كرة قدم بريطاني في مركز الهجوم. لعب مع نادي يورك سيتي وفريكلي أثلتيك ‏ ودنابي يونايتد وسيلبي تاون ‏.

## وصلات خارجية
- روبرت بينبريج على موقع قاعدة بيانات كرة القدم.إي يو (الإنجليزية)